# Zentrale Informationsstelle Sporteinsätze
Die Zentrale Informationsstelle Sporteinsätze (ZIS) registriert und beobachtet bundesweit Fußball-Gewalttäter im Rahmen der Datei „Gewalttäter Sport“. Die ZIS steht mit anderen Ländern über den internationalen Datenaustausch in Verbindung, um Einlass von Hooligans in Stadien zu verhindern. Sie wird durch die Polizei Nordrhein-Westfalen (LZPD NRW, Abteilung 4) unterhalten und hat ihren Sitz in Duisburg.

## Entstehung
1991 beschloss die Ständige Konferenz der Innenminister und -senatoren der Länder (Innenministerkonferenz, IMK) die Einrichtung einer zentralen Stelle zur Vereinheitlichung der Bemühungen der jeweiligen Landesinformationsstellen Sporteinsätze (LIS). Weil Nordrhein-Westfalen die meisten Bundesligavereine stellte, wurde die ZIS 1992 beim Landeskriminalamt Nordrhein-Westfalen in Düsseldorf als Dezernat 43 zugeordnet. Aufgrund der am 1. Juli 2007 wirksam gewordenen Neufassung des Polizeiorganisationsgesetzes NRW (POG NW) und der damit einhergehenden Umorganisation bzw. Schaffung der insgesamt drei Landesoberbehörden ist die ZIS nunmehr als Teildezernat 41.3 dem neuen Landesamt für Zentrale Polizeiliche Dienste NRW (LZPD NRW) angegliedert. Die Zentrale Informationsstelle arbeitet eng zusammen mit den jeweiligen Landesinformationsstellen und szenekundigen Beamten, um umfassende Lagebilder zu erstellen.

## „Gewalttäter Sport“-Datei
In der seit 1994 geführten Datei „Gewalttäter Sport“ sind 13 032 Personen erfasst (Stand: 9. März 2012) – auf Basis von Polizeien der Länder wie des Bundes sowie von aus dem Ausland vermittelten Daten. Die Eintragung erfolgt nach dem Tatortprinzip. Somit ist die jeweils eintragende Dienststelle für die weitere Pflege in Form von Aktualisierung und Löschung des Datensatzes zuständig und verantwortlich.
Am 22. Mai 2008 stellte das Verwaltungsgericht Hannover fest, dass es für eine Eintragung in die Datei „Gewalttäter Sport“ an einer Rechtsgrundlage fehle. Das Niedersächsische Oberverwaltungsgericht bestätigte das Urteil dem Grund nach. Das Verwaltungsgericht Karlsruhe beurteilte in drei Verfahren im April 2010 die Datei ebenfalls als rechtswidrig. Im Juni 2010 wurden die Urteile in der Revision durch das Bundesverwaltungsgericht jedoch verworfen, da das Bundesinnenministerium die entsprechende Verordnung zum Zeitpunkt der Entscheidung nachgereicht hatte.

### Eintragungen
Es werden die Daten von Personen gespeichert, gegen die im Zusammenhang mit Sportveranstaltungen wegen der folgenden Straftaten ein strafrechtliches Ermittlungsverfahren eingeleitet wurde oder die aus den folgenden Tatbeständen rechtskräftig verurteilt worden sind:
- Straftaten unter Anwendung von Gewalt gegen Leib oder Leben oder fremde Sachen mit der Folge eines nicht unerheblichen Sachschadens
- Widerstand gegen Vollstreckungsbeamte (§ 113 StGB)
- Gefährliche Eingriffe in den Verkehr (§§ 315 ff. StGB)
- Störung öffentlicher Betriebe (§ 316b StGB)
- Nötigung (§ 240 StGB)
- Verstöße gegen das Waffengesetz
- Verstöße gegen das Sprengstoffgesetz
- Landfriedensbruch (§§ 125 ff. StGB)
- Hausfriedensbruch (§ 123, § 124 StGB)
- Gefangenenbefreiung (§ 120 StGB)
- Raub- und Diebstahlsdelikte
- Missbrauch von Notrufeinrichtungen (§ 145 StGB)
- Handlungen nach § 27 Versammlungsgesetz
- Verwenden von Kennzeichen verfassungswidriger Organisationen (§ 86a StGB)
- Volksverhetzung (§ 130 StGB)
- Beleidigung (§ 185 StGB)

Darüber hinaus werden unter bestimmten Umständen auch Eintragungen vorgenommen bei
- Personalienfeststellungen
- Platzverweisen
- Ingewahrsamnahmen
- Beschlagnahme von Waffen oder anderen gefährlichen Gegenständen, wenn sie in der Absicht mitgeführt wurden, im Zusammenhang mit Sportveranstaltungen Straftaten von erheblicher Bedeutung zu begehen.

### Konsequenzen einer Eintragung
Ein Eintrag in die Datei kann ein bundesweites Stadionverbot von Seiten des DFB, Passbeschränkungen oder die Untersagung der Ausreise für die betreffende Person nach sich ziehen. Der Fußballbund und Sportvereine haben jedoch keinen Zugriff auf die Datei „Gewalttäter Sport“.

### Kategorien
Die Eintragungen in das Register erfolgen in Kategorien:
- Kategorie A („A-Fan“): der friedliche Fan
- Kategorie B („B-Fan“): der gewaltbereite/-geneigte Fan
- Kategorie C („C-Fan“): der gewaltsuchende Fan

Ultragruppierungen mit choreographischen Inszenierungen fallen in der Regel in die Kategorie B. Das beliebte Abbrennen pyrotechnischer Artikel führt – in Verbindung mit der jeweiligen Stadionordnung – als Verstoß gegen das Sprengstoff-/Waffengesetz zu Ermittlungsverfahren und somit zum Eintrag in die Datei Gewalttäter Sport.

## Jahresberichte
In jährlichen Berichten stellt die ZIS die von ihr ermittelten Zahlen vor.
Die geschätzten Angaben der Polizeibehörden der Saison 2011/2012 über Personen der Kategorie B (bei Gelegenheit gewaltgeneigt) und der Kategorie C (zur Gewalt entschlossen) in den Anhängerschaften der 1. und 2. Bundesliga summieren sich auf 11.373 Personen (Vorjahr ca. 9.685).
| Bericht   | Bundesliga | Bundesliga | Bundesliga | 2. Bundesliga | 2. Bundesliga | 2. Bundesliga | beide Ligen | beide Ligen | beide Ligen |
| Bericht   | Kat. B     | Kat. C     | Summe      | Kat. B        | Kat. C        | Summe         | Kat. B      | Kat. C      | Summe       |
| --------- | ---------- | ---------- | ---------- | ------------- | ------------- | ------------- | ----------- | ----------- | ----------- |
| 1999/2000 | 2.785      | 1.623      | 4.408      | 1.460         | 939           | 2.399         | 4.245       | 2.562       | 6.807       |
| 2000/01   | 2.740      | 1.415      | 4.155      | 1.423         | 1.143         | 2.566         | 4.163       | 2.558       | 6.721       |
| 2001/02   | 2.540      | 1.405      | 3.945      | 1.633         | 1.035         | 2.698         | 4.203       | 2.440       | 6.643       |
| 2002/03   | 2.675      | 1.470      | 4.145      | 2.175         | 982           | 3.157         | 4.850       | 2.452       | 7.302       |
| 2003/04   | 2.880      | 1.450      | 4.330      | 1.405         | 745           | 2.150         | 4.285       | 2.195       | 6.480       |
| 2004/05   | 2.805      | 1.405      | 4.210      | 2.868         | 1.010         | 3.878         | 5.673       | 2.415       | 8.088       |
| 2005/06   | 3.160      | 1.560      | 4.720      | 2.400         | 745           | 3.145         | 5.560       | 2.305       | 7.865       |
| 2006/07   | 3.445      | 1.410      | 4.855      | 2.660         | 898           | 3.558         | 6.105       | 2.308       | 8.413       |
| 2007/08   | 4.085      | 1.450      | 5.535      | 1.785         | 735           | 2.520         | 5.870       | 2.185       | 8.055       |
| 2008/09   | 3.910      | 1.445      | 5.355      | 1.875         | 680           | 2.555         | 5.785       | 2.125       | 7.910       |
| 2009/10   | 4.110      | 1.520      | 5.630      | 2.360         | 775           | 3.135         | 6.470       | 2.295       | 8.765       |
| 2010/11   | 4.090      | 1.583      | 5.673      | 3.150         | 862           | 4.012         | 7.240       | 2.445       | 9.685       |
| 2011/12   | 4.570      | 1.675      | 6.245      | 3.910         | 1.218         | 5.128         | 8.480       | 2.893       | 11.373      |
| 2012/13   | 4.305      | 1.540      | 5.845      | 3.505         | 1.067         | 4.572         | 7.810       | 2.607       | 10.417      |
| 2013/14   | 4.759      | 1.634      | 6.393      | 3.229         | 920           | 4.149         | 7.988       | 2.554       | 10.542      |
| 2014/15   | 4.269      | 1.589      | 5.858      | 3.189         | 830           | 4.019         | 7.458       | 2.419       | 9.877       |
| 2015/16   | 3.945      | 1.504      | 5.449      | 3.260         | 1.028         | 4.288         | 7.205       | 2.532       | 9.737       |
| 2016/17   | 3.789      | 1.306      | 5.095      | 4.028         | 1.494         | 5.522         | 7.817       | 2.800       | 10.617      |
| 2017/18   | 4.044      | 1.597      | 5.641      | 3.720         | 992           | 4.712         | 7.764       | 2.589       | 10.353      |

## Nach Ländern

### Berlin
In Berlin wurden durch die Landespolizei im Jahr 2015 1612 Personen in der Datei „Sportgewalt“ geführt. Der weitaus größte Teil dieser Kategorie-B- und -C-Problemfans verteilte sich auf die Fußballvereine Hertha BSC (535; 477 Kategorie B, 70 Kategorie C), BFC Dynamo (506; 382 Kategorie B, 124 Kategorie C) und 1. FC Union Berlin (466). Mit großem Abstand folgte der Fußballverein Tennis Borussia (26). Etwa 90 der insgesamt 1612 gelisteten Gewalttäter wurden „der rechten Szene zugehörig“ geführt, wobei die meisten Anhänger des BFC Dynamo seien.

### Hessen
Nach einer Auskunft des Hessischen Ministeriums des Innern und für Sport ergibt sich hessenweit in den ersten drei Ligen ein Problemfanpotential von ca. 1.100 Personen (880 Kategorie B und 220 Kategorie C). In der Verbunddatei „Gewalttäter Sport“ sind unter den hessischen Fußballvereinen gegenwärtig (Juli 2012) Anhänger von
- Eintracht Frankfurt 440,
- Kickers Offenbach 169,
- SV Darmstadt 98 68,
- SV Wehen Wiesbaden 49,
- FSV Frankfurt 22

erfasst.

### Sachsen-Anhalt
In Sachsen-Anhalt soll der 1. FC Magdeburg mit 450 gewaltbereiten und 100 gewaltsuchenden Fans 2018 laut Aussage der Landespolizei die meisten Kategoriefans haben.

## Kritik
Die von der ZIS veröffentlichten Zahlen werden von Seiten der Fußballfans hinsichtlich ihrer ungenauen Aussage kritisiert. So bemängelte z. B. das Bündnis Aktiver Fußballfans (B.A.F.F.), dass in dem 2012 von der ZIS herausgegebenen Jahresbericht zwar von einem Anstieg der Verletztenzahlen geschrieben wird, deren Verursachungsgründe aber nicht genannt werden. Das B.A.F.F. will dadurch darauf hinweisen, dass Verletzungen auch durch Polizei- und Ordnereinsätze zustande kommen können.
Das bundesweite Fan-Bündnis proFans kritisiert darüber hinaus die Verfahrensweise mit der „Gewalttäter Sport“-Datei. Diese Datei wird von vielen aktiven Fans als Mittel der Repression angesehen, da auch Personen in der „Gewalttäter Sport“ eingetragen sind, die „nur zur falschen Zeit am falschen Ort waren“ und sich an den Ausschreitungen nicht selbst aktiv beteiligt haben, jedoch unter dem Straftatbestand des Landfriedensbruchs registriert wurden. Problematisch ist die Zeitdauer der Ermittlungen von teilweise mehreren Jahren und die in dieser Zwischenzeit aufgrund des nicht gelöschten Eintrags verbundenen Konsequenzen (z. B. Stadionverbote, Ausreiseverbote). Die Arbeitsgemeinschaft Fananwälte geht davon aus, dass die Datei „einer verfassungsgerichtlichen Überprüfung nicht stand halten wird“.
Das Oberverwaltungsgericht für das Land Nordrhein-Westfalen hat im September 2013 eine einstweilige Anordnung gegen das Land Nordrhein-Westfalen erlassen und verpflichtet, den Jahresbericht 2011/2012 mit sofortiger Wirkung zu ändern. Hintergrund war die Darstellung einer Person als "Gewalttäter", der bisher nicht wegen einer Gewalttat aufgefallen war. (OVG NRW Az. 5 B 417/13)